# Правопорядок
Правопоря́док — це стан упорядкованості суспільних відносин, заснований на праві та законності. Це кінцевий результат реалізації правових вимог і розпоряджень, результат дотримання, виконання правових норм, тобто законності. Саме правопорядок являє собою ланцюг правового регулювання, саме для його досягнення видаються закони й інші нормативно-правові акти, здійснюється удосконалювання законодавства, приймаються заходи для зміцнення законності та їх упорядкування.
Правопорядок — це одна зі складових суспільного порядку, яка полягає в правовій регламентації та вимозі додержання чинних правових норм громадського порядку. Громадський порядок є результатом регулювання або реалізації всіх соціальних норм — моральних, релігійних норм, норм громадських організацій, звичаїв тощо. Правопорядок же на відміну від громадського порядку, виникає і створюється в результаті реалізації правових норм.
Правопорядок встановлюється в результаті дотриманням законності в суспільстві.

## Ознаки правопорядку
Основні ознаки правопорядку, як характеристика юридичної категорії:
- закладається в правових нормах у процесі правотворчості;
- спирається на принцип верховенства права і панування закону в галузі правових відносин;
- встановлюється в результаті реалізації правових норм, тобто здійснення законності у діяльності з реалізації права;
- створює сприятливі умови для здійснення суб'єктивних прав;
- припускає своєчасне та повне виконання всіма суб'єктами юридичних обов'язків;
- вимагає невідворотності юридичної відповідальності для кожного, хто вчинив правопорушення;
- встановлює сувору громадську дисципліну;
- припускає чітку та ефективну роботу всіх державних і приватних юридичних органів і служб, насамперед правосуддя;
- створює умови для організованості громадянського суспільства і режим сприяння індивідуальній свободі;
- забезпечується всіма державними заходами, аж до примусу.

## Функції правопорядку
Функції правопорядку — це напрями його впливу на процес формування стабільного упорядкування суспільних відносин правом. Виокремлення наступні основних функцій правопорядку:
1. взаємодія з оточуючим середовищем — має зовнішній характер і характеризує взаємодію правопорядку і соціальної системи, у межах якої він діє. Змістом цієї функції є зміцнення, стабілізація і упорядкування певної соціальної системи. Реалізації цієї функції забезпечує стабілізацію та вдосконалення суспільства, як певним чином організованої соціальної системи.
2. зміцнення внутрішніх відносин і зв'язків — має внутрішній характер та забезпечує взаємодію цілого і його складових частин. Надає можливість визначити рівні упорядкованості, забезпечити їх дієвість, охарактеризувати підпорядкованість цих рівнів та визначити можливості їх взаємодії та взаємодоповнення.
3. забезпечення вдосконалення правопорядку —  забезпечує збереження самостійності правопорядку та його відновлення у процесі взаємодії із суспільством.

## Зміст правопорядку
Зміст правопорядку — це система правових і неправових елементів, властивостей, ознак, процесів, що сприяють встановленню і підтримці правомірної поведінки суб'єктів, тобто такої поведінки, яка врегульована нормами права і досягла цілей правового регулювання.
Розрізняють зміст правопорядку:
- матеріальний — система реальних (економічних, політичних, морально-духовних, юридичних) упорядкованих відносин у громадянському суспільстві, з правомірною поведінкою їх учасників — фізичних і юридичних осіб, як результат їх об'єктивної потреби. У матеріальному змісті правопорядку виражається закономірність його виникнення, розвитку і функціонування в процесі взаємозв'язку з економікою, політикою, культурою;
- юридичний (державно-правовий) — система реалізованих прав, обов'язків, відповідальності громадян, тобто результат встановлення законності, впорядкованості та врегульованості правових відносин, правомірної поведінки їх учасників, досягнутий за допомогою правових засобів через виражену в них волю держави.

## Структура правопорядку
Структура правопорядку — це єдність і одночасно поділ системи громадських відносин, урегульованих правом відповідно до їх галузевого змісту. Будучи реалізованою системою права, правопорядок включає конституційні, фінансові, адміністративні, земельні, сімейні та інші види суспільних відносин, урегульованих нормами відповідних галузей права. У структурному відношенні правопорядок відображає реалізовані елементи системи права.
Структура правопорядку складається з:
- Суб'єкти права — держава, її органи, державні, громадські і комерційні організації, громадяни, які мають права, обов'язки, повноваження, відповідальність, суворо визначені конституцією, законами, іншими правовими актами — статична частина.
- Правові відносини і зв'язки між реалізованими елементами системи права (конституційні, фінансові, адміністративні, земельні, сімейні та ін.) — динамічний зв'язок.
- Упорядкованість усіх елементів структури — суб'єктів права, правових відносин і зв'язків між реалізованими елементами системи права, методів правового регулювання і поведінки людей, процедурно-процесуальних форм їх здійснення і оформлення, тобто введення багатосторонньої правової регламентації — розпорядку, у рамках якого організуються і функціонують громадянське суспільство і держава, — інтегративний зв'язок.